# کن گریرکس
کن گریرکس (انگلیسی: Ken Greatrex؛ زادهٔ) بازیکن فوتبال است.